# Norway, Wisconsin
Norway är en stad i Racine County, Wisconsin, USA. Befolkningen uppgick vid folkräkningen år 2000 till 7 600. I Norway finns även orten Wind Lake.

## Historia
Muskego Settlement, som låg i staden, var en av de första norskamerikanska bosättningarna.